# Octopus membranaceus
Octopus membranaceus är en bläckfiskart som beskrevs av Jean René Constant Quoy och Joseph Paul Gaimard 1832. Octopus membranaceus ingår i släktet Octopus och familjen Octopodidae. Inga underarter finns listade i Catalogue of Life.